# Aéroport international de Cap-Haïtien
L'aéroport international de Cap-Haïtien (code IATA : CAP • code OACI : MTCH) se situe à côté de la seconde ville d'Haïti, Cap-Haïtien.

## Histoire
Dans les années 1950 le président Paul Magloire procéda à la construction de l'aéroport du Cap-Haïtien, en conjonction avec les grands travaux de réfection urbaine de la ville du Cap-Haïtien.
Quand il fut construit l'aéroport était utilisé uniquement comme installation militaire. Au fil des ans, il a eu un usage mixte militaire et civil recevant des vols de transport de passagers de la Compagnie Haïtienne de Transports Aériens (COHATA) dont les pilotes étaient des officiers de l'armée haïtienne.
En 2018, l’Aéroport du Cap-Haïtien a été rénové. Entamés depuis environ trois mois, des travaux ont été réalisés, entre autres, en la construction d'une nouvelle salle d'arrivée d'environ 850 m2  avec notamment tapis roulant et autres.

## Situation
| Cayes Cap-Haïtien Jacmel Jérémie Port-de-Paix Port-au-Prince |

## Compagnies et destinations
| Compagnies             | Destinations                                                                                            |
| ---------------------- | --- |
| Bahamasair             | Nassau L. Pindling                                                                                      |
| Caicos Express Airways | Providenciales                                                                                          |
| InterCaribbean Airways | Providenciales                                                                                          |
| SALSA d'Haiti          | Port-au-Prince T. Louverture                                                                            |
| Spirit Airlines        | Fort Lauderdale-Hollywood (reprend le décembre 3, 2020)                                                 |
| Sunrise Airways        | Port-au-Prince T. Louverture, Providenciales, Santiago de Cuba-A. Maceo, Saint-Domingue-Dr. J. Balaguer |

Édité le 10/11/2020